# История Британского совета
Создателем Британского совета считается сэр Реджинальд Липер (Reginald Leeper).. В 1920 году он стал членом Министерства Иностранных Дел Великобритании (Форин Офиса), а через 9 лет присоединился к Департаменту информации при министерстве иностранных дел, отвечавшему за распространение информационной деятельности за границей. Липер работал в качестве посла, а в начале тридцатых годов возглавил
поездки британских делегаций в десятки стран, где читал лекции, проводил культурные программы и привозил различную англоязычную литературу. По его инициативе были заложены основы комитета по культурным связям, позднее превратившегося в Британский совет.
В начале XX века возникла необходимость распространения британской культуры, основ образования, науки и технологий. Для установления связей с другими странами Форин Офис решил создать организацию, пропагандирующую британские устои и культуру, на примере существующих во Франции, Италии и Германии. В 1934 году был учреждён Британский Комитет связи с другими странами. Позже организация была переименована в Британский совет по установлению связей с другими странами, что с течением времени упростилось до известного нам сейчас «Британский совет».
Будучи учреждённым Форин Офисом, совет, тем не менее, обладает своими органами управления и координации. Здесь есть свои комитет и председатель, которые полностью отвечают за свои повестки дня и действия.
Целями Британского совета являются:
1. поддержка британских учебных заведений, социальных институтов, организаций и групп интересов в других странах.
2. набор преподавателей и персонала, связанного с популяризацией английского языка и культуры в других странах
3. предоставление грантов и заграничных практик преподавателям английского и их студентам
4. снабжение библиотек и учебных заведений литературой на английском языке и последними данными по истории, культуре, языку и жизни Великобритании
5. привоз выставок, коллекций, музыкальных и театральных выступлений, кинофестивалей и т. д.

Первая миссия совета была направлена в Египет в 1938 году. Распространителями и главной опорой Британского совета были посольства Великобритании, комиссии и дипломатические представительства. В 1939 году советы были учреждены также в Польше, Румынии, Португалии.
В годы Второй мировой войны были внесены предложения объединения Британского совета с Министерством информации для пропаганды идей антифашизма, пацифизма, для агитации групп, готовых выступать против гитлеровских войск. Но совету удалось отвоевать титул культурного просветителя и сохранить за собой исключительно те функции, что были положены при создании организации. При этом масштаб охвата расширялся, несмотря на войну. Была развита повестка дня, привлекались новые государства. Милитаристские идеи обошли совет стороной. Когда возникла угроза бомбардировки территории совета и опасность для жизни служащих, большинство из представительств было распущено, люди были эвакуированы, и деятельность Союза была остановлена. В то же время во многих городах Великобритании были построены обучающие культурные центры, которые де-факто выполняли функции Британского совета. В них приглашались как граждане, так и беженцы из союзных стран. После войны деятельность советов была восстановлена, продолжились программы по поддержке преподавателей и студентов, при этом увеличился процент поездок по обмену и командировок. Помехой полноценного функционирования совета являлось снижение государственного бюджета и многочисленные проблемы восстановления государств.
Послевоенная система международных отношений повлияла на дислокацию пунктов Британского совета. Отделения в странах, подверженных влиянию коммунизма, пришлось закрыть или вовсе упразднить. Исключением стала Польша, где Британский совет продолжал работать по общей программе. Конфликтные зоны также не поддерживались советом — была остановлена работа в Египте (в связи с конфликтом по поводу Суэцкого канала), в Китае, на Кипре.
На этом фоне создаются специальные комитеты, рассматривающие релевантность установления института Британского совета в отдельных странах. На решение комитетов должны были оказывать влияние такие факторы, как заинтересованность населения, уровень безопасности политической обстановки, потенциальный уровень пользы. Правительство Великобритании было обеспокоено вопросом совместимости деятельности совета и направления политики страны. Оно тоже стало прорабатывать возможные задачи совета, что включало распространения британской культуры, укрепление связей стран с Великобританией. В ходе проработки этих проблем было принято решение о расширении охвата совета на африканский материк, учреждение представительств в развивающихся странах Африки и Азии, замена системы предоставления услуг британских преподавателей на совмещения оных с многочисленными тренингами и программами по повышению квалификации персонала из других стран.
Развитие обучающих программ и программ по повышению квалификации включало в себя образование по специальным технологиям и методикам, выдачу дипломов, котирующихся на мировом уровне, помощь при создании учебных планов для других стран и привлечение студентов и преподавателей к системам обмена. Это было связано с созданием в 1960-х годах нового государственного Департамента по технической кооперации, который внёс значительный вклад в бюджет совета. Его задачами стала помощь развивающимся государствам и продвижение популярности образования через Британский совет.
В середине 1950-х годов был сделан важный шаг: поставлен вопрос взаимодействия со странами советского блока. Был создан специальный комитет, прорабатывающий схему функционирования совета на территории в частности Советского Союза.
С ростом влияния Европейского союза повысилась значимость установления более глубоких контактов с членами ЕС и продвижение империалистских идей Великобритании. Чтобы повысить свой престиж и показать не ошибочную, а особую, оправданную позицию страны, Британский совет должен был продумывать график и направление пропаганды государственных идей через социальную деятельность.
Позже, в 1970-х годах, укрепление контактов с европейскими лидерами, в особенности с Францией, повлекло за собой модификацию и обновление политики совета. Обучение и культурные познавательные программы были дополнены постоянными программами обмена, конкурсами, грантами, премиями, возможностью прохождения курсов в Великобритании. Культурные связи между государствами также подпитывались ростом капиталовложения и заинтересованности правительства. Устанавливались цельные программы обучения, разделённые по направлениям, уровню языка, конечному желаемому результату.
Стремительный рост популярности Британского совета и распространение его по всему миру привели к тому, что собственного бюджета стало не хватать. В связи с этим создавались обучающие курсы и определённые программы, за которые государства, в которых базируется совет, должны платить стабильные суммы. В дальнейшем это перешло в стандартные для современности платные услуги (например, подготовка к сдаче экзаменов и получению сертификата о владении английским языком). Новый финансовый аспект способствовал снижению зависимости совета от британского правительства, следовательно, более свободному расширению его функций.
Тем не менее, Британский совет сохранил зависимость от политики: при возникновении конфликта, военной ситуации или внутригосударственного коллапса, к которым правительство Великобритании высказывало негативное отношение, корпус совета в таких странах закрывался, его культурная деятельность полностью прекращалась.
Окончание холодной войны, падение биполярной системы привели к повышению заинтересованности в западной культуре, в частности — в английском языке. Расширение возможной территории воздействия и желание посткоммунистических стран изучать иностранный язык, войти в систему международного обмена информацией требовало увеличения аппарата преподавателей и рабочего персонала Британского совета. С середины девяностых началось активное продвижение деятельности совета на восток, основным партнёром на этом пространстве стала Россия.
Модернизация подходов к обучению и стремительное развитие технологий способствовали появлению онлайн порталов совета, предоставляющих услуги профессиональных тьюторов, а также содержащих многочисленную информацию по культуре, социальным укладам, традициям Великобритании и возможностям, предоставляемым советом.